# Yogan
 (mai 2023).
Si vous disposez d'ouvrages ou d'articles de référence ou si vous connaissez des sites web de qualité traitant du thème abordé ici, merci de compléter l'article en donnant les références utiles à sa vérifiabilité et en les liant à la section « Notes et références ».
Yogan est un groupe français de rock celtique fondé en 1999.
Ayant donné de nombreux concerts à travers la France jusqu'en 2016, ses membres sont « surtout connus pour leurs airs d'Irlande, de Bretagne et leurs chants marins ».

## Formation du groupe
Originaire du département de l'Yonne, le groupe de musique celtique Yogan a été fondé en 1999 par Denis Gourguechon et Sylvain Cornu.
Les membres du groupe ont évolué au cours du années. Sur le premier album Tribu: airs d'Irlande, chants de marin, ont participé les interprètes suivants :
- Sylviane Chauvet (accordéon),
- Denis Gourguechon (percussion),
- Olivier-Jean Avondo (violon),
- Sylvain Cornu (guitare).

Sur La Marée au galop :
- Naomi Cawthorne (violon),
- Xavier Rollet (accordéon, chœurs, percussion),
- Dennis Gourguechon (batterie, guitare 12 cordes, banjo, chant, guimbarde),
- Benjamin Midrouet (basse, djembé, chœurs).

En juin 2013, les cinq membres suivants étaient présentés lors d'un concert :
- Stéphane Rollet (chant, tin whistle, bombarde, percussion),
- Xavier Rollet (accordéon, chœurs, percussion),
- Guillaume Rollet (guitare, chœurs, percussion),
- Benjamin Midrouet (basse, djembé, chœurs, percussion),
- Didier Jarret (batterie, chœurs).

## Discographie
À la fin de l'année 2012, le groupe avait vendu 12 000 exemplaires de leurs quatre albums autoproduits :
- 2000 : Tribu ;
- 2002 : La Marée au galop ;
- 2004 : Le Bal de l'Ankou ;
- 2008 : La Part des ombres.